# Crassinella maldonadoensis
Crassinella maldonadoensis is een tweekleppigensoort uit de familie van de Crassatellidae. De wetenschappelijke naam van de soort is voor het eerst geldig gepubliceerd in 1897 door Pilsbry.